# Xie Huilin
Xie Huilin (förenklad kinesiska: 谢惠琳; traditionell kinesiska: 謝惠琳; pinyin: Xiè Huìlín), född den 17 januari 1975, är en kinesisk fotbollsspelare. Vid fotbollsturneringen under OS 1996 i Atlanta deltog hon i det kinesiska lag som tog silver.